# Cemitério de São João Batista (Rio Branco)
O Cemitério de São João Batista é uma necrópole municipal multiconfessional administrada pela Prefeitura de Rio Branco, Acre. Inaugurado em 1909, o Cemitério São João Batista é um dos mais antigos e tradicionais de Rio Branco.  Localiza-se na Rua Rio de Janeiro, nº 554 – Bairro Dom Giocondo, sendo o único cemitério da Zona Central da cidade. O Cemitério São João Batista, o maior da cidade, e onde, segundo a administração, tem mais de 20 mil pessoas enterradas.